# Плавання на Чемпіонаті світу з водних видів спорту 1973
Змагання з плавання на Чемпіонаті світу з водних видів спорту 1973 відбулися в Белграді (Югославія).

## Таблиця медалей
| Місце               | Країна                | Золото | Срібло | Бронза | Загалом |
| ------------------- | --------------------- | ------ | ------ | ------ | ------- |
| 1                   | НДР (GDR)             | 12     | 6      | 7      | 25      |
| 2                   | США (USA)             | 11     | 15     | 6      | 32      |
| 3                   | Австралія (AUS)       | 1      | 2      | 2      | 5       |
| 4                   | Угорщина (HUN)        | 1      | 1      | 1      | 3       |
| 5                   | Італія (ITA)          | 1      | 0      | 2      | 3       |
| 5                   | Канада (CAN)          | 1      | 0      | 2      | 3       |
| 7                   | Велика Британія (GBR) | 1      | 0      | 1      | 2       |
| 7                   | Швеція (SWE)          | 1      | 0      | 1      | 2       |
| 9                   | СРСР (URS)            | 0      | 3      | 0      | 3       |
| 10                  | Нідерланди (NED)      | 0      | 1      | 1      | 2       |
| 11                  | Франція (FRA)         | 0      | 1      | 0      | 1       |
| 12                  | ФРН (FRG)             | 0      | 0      | 3      | 3       |
| 12                  | Японія (JPN)          | 0      | 0      | 3      | 3       |
| Загалом (13 збірні) | Загалом (13 збірні)   | 29     | 29     | 29     | 87      |

## Медальний залік

### Чоловіки
| Дисципліна                      | Золото                                                           | Золото      | Срібло                                                                      | Срібло   | Бронза                                                                | Бронза   |
| ------------------------------- | ---------------------------------------------------------------- | ----------- | --------------------------------------------------------------------------- | -------- | --------------------------------------------------------------------- | -------- |
| 100 м вільним стилем            | Джим Монтґомері (USA)                                            | 51.70       | Мішель Руссо (FRA)                                                          | 52.08    | Майкл Венден (AUS)                                                    | 52.22    |
| 200 м вільним стилем            | Джим Монтґомері (USA)                                            | 1:53.02     | Курт Крампголз (USA)                                                        | 1:53.61  | Роґер Піттель (GDR)                                                   | 1:53.97  |
| 400 м вільним стилем            | Рік Демонт (USA)                                                 | 3:58.18 WR  | Бред Купер (AUS)                                                            | 3:58.70  | Бенґт Їнґше (SWE)                                                     | 4:01.27  |
| 1500 м вільним стилем           | Стівен Голланд (AUS)                                             | 15:31.85 WR | Рік Демонт (USA)                                                            | 15:35.44 | Бред Купер (AUS)                                                      | 15:45.04 |
| 100 м на спині                  | Роланд Маттес (GDR)                                              | 57.47       | Майк Стамм (USA)                                                            | 58.77    | Луц Ваня (GDR)                                                        | 59.08    |
| 200 м на спині                  | Роланд Маттес (GDR)                                              | 2:01.87 WR  | Золтан Веррасто (HUN)                                                       | 2:05.89  | Джон Нейбер (USA)                                                     | 2:06.91  |
| 100 м брасом                    | Джон Генкен (USA)                                                | 1:04.02 WR  | Михайло Хрюкін (URS)                                                        | 1:04.61  | Нобутака Таґуті (JPN)                                                 | 1:05.61  |
| 200 м брасом                    | Девід Вілкі (GBR)                                                | 2:19.28 WR  | Джон Генкен (USA)                                                           | 2:19.95  | Нобутака Таґуті (JPN)                                                 | 2:23.11  |
| 100 м батерфляєм                | Брюс Робертсон (CAN)                                             | 55.69       | Джо Баттом (USA)                                                            | 56.37    | Робін Бекгаус (USA)                                                   | 56.42    |
| 200 м батерфляєм                | Робін Бекгаус (USA)                                              | 2:03.32     | Стів Ґреґґ (USA)                                                            | 2:03.58  | Гартмут Флекнер (GDR)                                                 | 2:03.84  |
| 200 м комплексом                | Ґуннар Ларссон (SWE)                                             | 2:08.36     | Стен Карпер (USA)                                                           | 2:08.43  | Девід Вілкі (GBR)                                                     | 2:08.84  |
| 400 м комплексом                | Андраш Харгітай (HUN)                                            | 4:31.11     | Род Стрекен (USA)                                                           | 4:33.50  | Рік Колелла (USA)                                                     | 4:34.68  |
| естафета 4×100 м вільним стилем | США (USA) Мел Неш Джо Баттом Джим Монтґомері Джон Мерфі          | 3:27.18     | СРСР (URS) Ігор Гривенников Віктор Абоїмов Володимир Кривцов Володимир Буре | 3:31.36  | НДР (GDR) Роланд Маттес Роґер Піттель Петер Брух Гартмут Флекнер      | 3:32.03  |
| естафета 4×200 м вільним стилем | США (USA) Курт Крампголз Робін Бекгаус Рік Клатт Джим Монтґомері | 7:33.22 WR  | Австралія (AUS) Джон Куласалу Стів Беджер Бред Купер Майкл Венден           | 7:43.65  | Німеччина (GER) Клаус Штайнбах Вернер Лампе Петер Ноке Фолкерт Меув   | 7:43.68  |
| естафета 4×100 м комплексом     | США (USA) Майк Стамм Джон Генкен Джо Баттом Джим Монтґомері      | 3:49.49     | НДР (GDR) Роланд Маттес Юрґен Ґлас Гартмут Флекнер Роґер Піттель            | 3:53.24  | Канада (CAN) Іан Маккензі Пітер Грдлічка Брюс Робертсон Браян Філліпс | 3:56.37  |

Легенда: WR – Світовий рекорд; CR – Рекорд чемпіонатів світу

### Жінки
| Дисципліна                      | Золото                                                                | Золото     | Срібло                                                            | Срібло  | Бронза                                                                     | Бронза  |
| ------------------------------- | --------------------------------------------------------------------- | ---------- | ----------------------------------------------------------------- | ------- | -------------------------------------------------------------------------- | ------- |
| 100 м вільним стилем            | Корнелія Ендер (GDR)                                                  | 57.54 WR   | Ширлі Бабашофф (USA)                                              | 58.87   | Еніт Бріґіта (NED)                                                         | 58.87   |
| 200 м вільним стилем            | Кіна Ротгаммер (USA)                                                  | 2:04.99    | Ширлі Бабашофф (USA)                                              | 2:05.33 | Андреа Айфе (GDR)                                                          | 2:05.52 |
| 400 м вільним стилем            | Гетер Ґрінвуд (USA)                                                   | 4:20.28    | Кіна Ротгаммер (USA)                                              | 4:21.50 | Новелла Каллігаріс (ITA)                                                   | 4:21.79 |
| 800 м вільним стилем            | Новелла Каллігаріс (ITA)                                              | 8:52.97 WR | Джо Гаршбарґер (USA)                                              | 8:55.56 | Ґудрун Веґнер (GDR)                                                        | 9:01.82 |
| 100 м на спині                  | Ульріке Ріхтер (GDR)                                                  | 1:05.42    | Мелісса Белоут (USA)                                              | 1:06.11 | Венді Гоґґ (CAN)                                                           | 1:06.27 |
| 200 м на спині                  | Мелісса Белоут (USA)                                                  | 2:20.52    | Еніт Бріґіта (NED)                                                | 2:22.15 | Андреа Дьярматі (HUN)                                                      | 2:22.48 |
| 100 м брасом                    | Ренате Фоґель (GDR)                                                   | 1:13.74    | Любов Русанова (URS)                                              | 1:15.42 | Бріґітте Шухардт (GDR)                                                     | 1:15.82 |
| 200 м брасом                    | Ренате Фоґель (GDR)                                                   | 2.40.01    | Ганнелоре Анке (GDR)                                              | 2:40.49 | Лінн Колелла (USA)                                                         | 2:41.71 |
| 100 м батерфляєм                | Корнелія Ендер (GDR)                                                  | 1:02.53    | Роземаріе Котер (GDR)                                             | 1:02.68 | Маюмі Аокі (JPN)                                                           | 1:03.73 |
| 200 м батерфляєм                | Роземаріе Котер (GDR)                                                 | 2:13.76 WR | Росвіта Баєр (GDR)                                                | 2:16.77 | Лінн Колелла (USA)                                                         | 2:19.53 |
| 200 м комплексом                | Андреа Гюбнер (GDR)                                                   | 2:20.51 WR | Корнелія Ендер (GDR)                                              | 2:21.21 | Кеті Гедді (USA)                                                           | 2:23.84 |
| 400 м комплексом                | Ґудрун Веґнер (GDR)                                                   | 4:57.51 WR | Анґела Франке (GDR)                                               | 5:00.37 | Новелла Каллігаріс (ITA)                                                   | 5:02.02 |
| естафета 4×100 м вільним стилем | НДР (GDR) Корнелія Ендер Андреа Айфе Андреа Гюбнер Сільвія Айхнер     | 3:52.45 WR | США (USA) Кім Пейтон Кеті Гедді Гетер Ґрінвуд Ширлі Бабашофф      | 3:55.52 | Німеччина (GER) Ютта Вебер Гайдемарі Райнек Ґудрун Бекманн Анґела Штайнбах | 3:58.88 |
| естафета 4×100 м комплексом     | НДР (GDR) Ульріке Ріхтер Ренате Фоґель Роземаріе Котер Корнелія Ендер | 4:16.84 WR | США (USA) Мелісса Белоут Марсія Морі Діна Дірдурфф Ширлі Бабашофф | 4:25.80 | Німеччина (GER) Анґеліка Ґрізер Петра Новс Ґудрун Бекманн Ютта Вебер       | 4:26.57 |

Легенда: WR – Світовий рекорд; CR – Рекорд чемпіонатів світу